# Andreas Christensen
Andreas Bødtker Christensen (Lillerød, 1996. április 10. –) dán válogatott labdarúgó; hátvéd. A La Ligában szereplő FC Barcelona játékosa.

## Pályafutása

### Chelsea

#### Korai évek
Andreas Christensen Lillerødben született, édesapja, Sten Christensen a Brøndby kapusa volt, majd Andreas is itt nevelkedett, miután csatlakozott a IF Skjold Birkerød csapatától. 2012-ben pedig már az Arsenal, a Chelsea és a FC Bayern München érdeklődését is felkeltette. 2012. február 7-én Christensen végül a londoni kékekhez írt alá, mint nyilatkozta: "A Chelsea-t választottam, mert olyan labdarúgást játszanak, mint én."
A 2012-13-as szezon utolsó mérkőzésén, 2013. május 19-én került be a Chelsea első csapatának keretébe, az Everton elleni 2-1-es hazai győzelem alkalmával. Ez volt Rafael Benítez utolsó bajnokija a Chelsea kispadján. A 2013-14-es szezont megelőzően részt vett a klub amerikai turnéján és aláírta első profi szerződését is.

#### 2014–15
2014. október 28-án végigjátszotta a Shrewsbury Town elleni negyedik fordulós Ligakupa találkozót. Ezt követően 2015. január 24-ig nem kapott lehetőséget, ekkor újra a kupában bizonyíthatott a Bradford City ellen az FA-kupa negyedik fordulójában. Bár Christensen nem játszott több mérkőzést a sorozatban, ő is tagja volt a Ligakupa győztes csapatnak, amely a döntőben a Tottenhamet múlta felül, José Mourinho pedig külön kiemelte a fiatal dán szezonbeli teljesítményét. 2015. április 13-án pályára lépett az UEFA Ifjúsági Liga döntőjében, amit a Chelsea 3-2-re nyert meg, majd játszott az Sunderland ellen is a bajnokság utolsó fordulójában május 24-én, így angol bajnoki címmel gazdagodott. Bár csak ez az egy találkozója volt, Mourinho kiemelte, hogy ő is megkapja az aranyérmét.

#### Kölcsönben a Borussia Mönchengladbachnál
2015. július 10-én Christensen csatlakozott a Borussia Mönchengladbachhoz egy kétéves kölcsönszerződés keretében. 2015. augusztus 10-én mutatkozott be új csapatában a német kupában a St. Pauli ellen. A találkozót 4-1-re nyerte meg a Mönchengladbach. Öt nappal később a bajnokságban is debütált a Borussia Dortmund ellen  4-0-ra elvesztett mérkőzésen. Első gólját február 5-én szerezte a Werder Bremen ellen (5-1). 2016. március 18-án a Schalkénak is betalált, de csapata 2-1-es vereséget szenvedett. Az első szezonjában 31 bajnokin három gólt ért el, és a Mönchengladbach megpróbálta végleg megszerezni, de a Chelsea visszautasította a németek 14 250 000 eurós ajánlatát.
2016. augusztus 16-án Christensen a Bajnokok Ligájában is pályára léphetett a play-off forduló első szakaszában, a Mönchengladbach a svájci Young Boyst győzte le 3-1-re. 2016. október 15-én izomsérülést szenvedett, ezért egy hónapot ki kellett hagynia.

### Barcelona
2022. július 4-én 2026-ig szóló szerződést kötött a Barcelona csapatánál és 500 millió euróban határozták meg a kivásárlási árát.
Augusztus 13-án debütált hazai környezetben a Rayo Vallecano elleni gólnélküli bajnokin a 2022/23-as idény első fordulójában.
A nemzetközi porondon szeptember 7-én mutatkozott be a Bajnokok Ligájában a Viktoria Plzeň elleni 5–1-s győztes mérkőzésen.
December 31-én az Espanyol elleni városi derbin gólpasszt készített elő, amit Marcos Alonso váltott gólra.
2023. január 12-én pályára lépett a Real Betis elleni Supercopa elődöntőn, majd három nappal később spanyol szuperkupa-győztes lett, miután a döntőben legyőzték a Real Madrid csapatát 3–1-re.
Január 19-én mutatkozott be a Copa del Rey-ben (spanyol kupa) az AD Ceuta elleni 5–0-s idegenbeli találkozón.
Miután a harmadik helyen zártak a BL-csoportkört, ezáltal indulási jogot szereztek az Európa Ligában.
Február 16-án debütált a Manchester United elleni 2–2-s összecsapáson, a 67. percben csereként váltotta Marcos Alonsot, a visszavágón végig a pályán volt, de 2–1-re kikaptak, így búcsúztak a sorozattól.
Április 29-én szerezte klub színeiben 26. mérkőzésén első gólját, a  Real Betis elleni bajnokin.

### A válogatottban
2015. június 8-án mutatkozott be a dán válogatottban, Pierre-Emile Højbjerg helyett állt be a 69. percben a montenegróiak elleni mérkőzésen. 2016. március 24-én Izland ellen először kapott helyet a kezdőcsapatban.

## Statisztika

### Klubcsapatokban
2023. szeptember 10-i állapot szerint.
| Klub                               | Szezon         | Bajnokság      | Bajnokság | Bajnokság | Kupa | Kupa  | Ligakupa | Ligakupa | Nemzetközi | Nemzetközi | Egyéb | Egyéb | Összesen | Összesen |
| Klub                               | Szezon         | Liga           | Mérk.     | Gólok     | Mérk | Gólok | Mérk.    | Gólok    | Mérk.      | Gólok      | Mérk. | Gólok | Mérk.    | Gólok    |
| ---------------------------------- | -------------- | -------------- | --------- | --------- | ---- | ----- | -------- | -------- | ---------- | ---------- | ----- | ----- | -------- | -------- |
| Chelsea                            | 2014/15        | Premier League | 1         | 0         | 1    | 0     | 1        | 0        | 0          | 0          | —     | —     | 3        | 0        |
| Chelsea                            | 2017/18        | Premier League | 27        | 0         | 3    | 0     | 4        | 0        | 6          | 0          | 0     | 0     | 40       | 0        |
| Chelsea                            | 2018/19        | Premier League | 8         | 0         | 2    | 0     | 4        | 0        | 15         | 0          | 0     | 0     | 29       | 0        |
| Chelsea                            | 2019/20        | Premier League | 21        | 0         | 2    | 0     | 0        | 0        | 4          | 0          | 1     | 0     | 28       | 0        |
| Chelsea                            | 2020/21        | Premier League | 17        | 0         | 3    | 0     | 0        | 0        | 7          | 0          | 0     | 0     | 27       | 0        |
| Chelsea                            | 2021/22        | Premier League | 19        | 0         | 3    | 1     | 1        | 0        | 8          | 1          | 3     | 0     | 34       | 2        |
| Chelsea                            | Összesen       | Összesen       | 93        | 0         | 14   | 1     | 10       | 0        | 40         | 1          | 4     | 0     | 161      | 2        |
| Borussia Mönchengladbach (kölcsön) | 2015/16        | Bundesliga     | 31        | 3         | 3    | 0     | —        | —        | 5          | 0          | —     | —     | 39       | 3        |
| Borussia Mönchengladbach (kölcsön) | 2016/17        | Bundesliga     | 31        | 2         | 3    | 0     | —        | —        | 9          | 2          | —     | —     | 43       | 4        |
| Borussia Mönchengladbach (kölcsön) | Összesen       | Összesen       | 62        | 5         | 6    | 0     | —        | —        | 14         | 2          | —     | —     | 82       | 7        |
| Barcelona                          | 2022/23        | La Liga        | 23        | 1         | 2    | 0     | —        | —        | 5          | 0          | 2     | 0     | 32       | 1        |
| Barcelona                          | 2023/24        | La Liga        | 4         | 0         | 0    | 0     | —        | —        | 0          | 0          | 0     | 0     | 4        | 0        |
| Barcelona                          | Összesen       | Összesen       | 27        | 1         | 2    | 0     | —        | —        | 5          | 0          | 2     | 0     | 36       | 1        |
| Teljes karrier                     | Teljes karrier | Teljes karrier | 182       | 6         | 22   | 1     | 10       | 0        | 59         | 3          | 6     | 0     | 279      | 10       |

1. 1 2 3 4 5  Mérkőzése(i) az Bajnokok Ligájában.
2. ↑  Mérkőzése(i) az Európa Ligában.
3. ↑  Mérkőzése(i) az UEFA-szuperkupában.
4. ↑  Mérkőzése(i) az UEFA-szuperkupában: 1, és a Klubvilágbajnokságon: 2.
5. ↑  Mérkőzése(i) a Bajnokok Ligájában: 6, és az Európa Ligában: 3; 2 gól.
6. ↑  A(z) Bajnokok Ligájában háromszor, a(z) Európa Ligában kétszer lépett pályára
7. ↑  Mérkőzése(i) a Supercopa-ban

### A válogatottban
2023. szeptember 10-i állapot szerint.
| Válogatott | Év       | Pályára lépés | Gól |
| ---------- | -------- | ------------- | --- |
| Dánia      | 2015     | 2             | 0   |
| Dánia      | 2016     | 8             | 0   |
| Dánia      | 2017     | 4             | 1   |
| Dánia      | 2018     | 9             | 0   |
| Dánia      | 2019     | 8             | 0   |
| Dánia      | 2020     | 7             | 0   |
| Dánia      | 2021     | 17            | 1   |
| Dánia      | 2022     | 7             | 1   |
| Dánia      | 2023     | 4             | 0   |
| Összesen   | Összesen | 65            | 3   |

#### Góljai a válogatottban
| # | Időpont            | Helyszín                          | Ellenfél      | Gólok | Eredmény | Kiírás               |
| - | ------------------ | --------------------------------- | ------------- | ----- | -------- | -------------------- |
| 1 | 2017. november 14. | Aviva Stadion, Dublin, Írország   | Írország      | 1–1   | 5–1      | 2018-as VB-selejtező |
| 2 | 2021. június 21.   | Parken Stadion, Koppenhága, Dánia | Oroszország   | 3–1   | 4–1      | 2020-as EB-selejtező |
| 3 | 2022. november 26. | 974 Stadion, Doha, Katar          | Franciaország | 1–1   | 1–2      | 2022-es VB           |

## Sikerei, díjai

### Klub
Chelsea
- Premier League: 2014–15
- Angol ligakupa: 2014–15
- UEFA-bajnokok ligája: 2020–21
- Európa-liga: 2018–19
- UEFA-szuperkupa: 2021
- FIFA-klubvilágbajnokság: 2021

Chelsea tartalék
- FA Youth Cup: 2013–14
- Professional Development League: 2013–14
- UEFA Ifjúsági Liga: 2014–15

### Barcelona
- Supercopa: 2022/23
- La Liga: 2022/23[26]

### Egyéni
- Az év felfedezettje Dániában: 2015[27][28]
- Borussia Mönchengladbach Év Játékosa (1): 2015–16[29]
- A Chelsea év fiatal labdarúgója: 2017–18